# Schwule Mütter ohne Nerven
Schwule Mütter ohne Nerven (Originaltitel: Reinas, englisch: Queens, wörtlich: ‚Königinnen‘) ist eine spanische Komödie aus dem Jahr 2005 von Regisseur Manuel Gómez Pereira.

## Handlung
Die drei Mütter Reyes, Nuria und Magda verbindet eines: Ihre drei schwulen Söhne wollen ihrem jeweiligen Lebenspartner im Rahmen der Legalisierung der gleichgeschlechtlichen Ehe in Spanien bei einer Massenhochzeit das Jawort geben.
Reyes missbilligt es, dass ihr Sohn Rafa schwul ist und ausgerechnet den Sanitäter Jonás heiraten will, den Sohn ihres Gärtners Jacinto.
Nuria, eine Nymphomanin, bändelt überall und in den unpassendsten Momenten mit Männern an und schläft unweigerlich auch mit ihrem zukünftigen Schwiegersohn Hugo. Magda besitzt ein Hotel für Homosexuelle (in dem auch die Trauungszeremonie stattfinden soll). Ihr Sohn Miguel will dort seine große Liebe Óscar heiraten. Als das unterbezahlte Küchenpersonal streikt, droht die Massenhochzeit ins Wasser zu fallen, obwohl Magda mit dem kubanischen Küchenchef César ins Bett geht.
Erst als die Mütter sich zusammentun, um die Feier selbst auszurichten, können sie die schwule Massenhochzeit retten.

## Kritiken
„Amüsant-schwungvolle Gender-Komödie, die sich nicht nur durch Sujet und Inszenierung als Hommage an Pedro Almodóvar zu erkennen gibt, sondern auch durch die Besetzung, die immerhin in den Hauptrollen drei Musen des spanischen Meisterregisseurs aufbietet.“

## Hintergrund
Der Film wurde in Deutschland nicht im Kino veröffentlicht. Die deutsche Erstausstrahlung im Fernsehen fand im Juni 2009 in der ARD statt.
Die deutschsprachige DVD wurde im Oktober 2009 unter dem Titel Queens veröffentlicht, im Herbst 2010 erschien eine Neuveröffentlichung unter dem Titel My Big Fat Gay Wedding.